# مانفرد موک
مانفرد موک (آلمانی: Manfred Möck؛ زادهٔ ۱۴ فوریهٔ ۱۹۵۹) هنرپیشه اهل آلمان است.
از فیلم‌ها یا برنامه‌های تلویزیونی که وی در آن نقش داشته‌است می‌توان به انتحاری اشاره کرد. وی در سال ۱۹۸۸ خرس نقره‌ای برای بهترین بازیگر مرد شده‌است.